# Hannah Cifers
Hannah Cifers (Oxford, 26 de junho de 1992) é uma lutadora americana de artes marciais mistas, luta na categoria peso-palha feminino do Ultimate Fighting Championship.

## Carreira no MMA

### Ultimate Fighting Championship
Cifers fez sua estreia no UFC em 10 de novembro de 2018, substituindo a lesionada Maia Stevenson no UFC Fight Night: Korean Zombie vs. Rodríguez contra Maycee Barber. Ela perdeu por nocaute técnico.
Em 2 de março de 2019, Cifers enfrentou Polyana Viana no UFC 235: Jones vs. Smith. Ela venceu a luta por decisão dividida.
Cifers enfrentou Jodie Esquibel em 17 de agosto de 2019 no UFC 241: Cormier vs. Miocic 2. Ela venceu por decisão unânime.
Cifers enfrentou Angela Hill em 25 de janeiro de 2020 no UFC Fight Night: Blaydes vs. dos Santos. Ela perdeu por nocaute técnico no segundo round.
Cifers enfrentou Mackenzie Dern em 30 de maio de 2020 no UFC Fight Night: Woodley vs. Burns . Cifers perdeu por finalização no primeiro round.

## Cartel no MMA
| Cartel no MMA   |             |            |
| 17 lutas        | 10 vitórias | 7 derrotas |
| Por nocaute     | 5           | 2          |
| Por finalização | 0           | 4          |
| Por decisão     | 5           | 1          |

| Res.    | Cartel | Oponente          | Método                                | Evento                                       | Data       | Round | Tempo | Local                         | Notas                  |
| ------- | ------ | ----------------- | ------------------------------------- | -------------------------------------------- | ---------- | ----- | ----- | ----------------------------- | ---------------------- |
| Derrota | 10-7   | Mallory Martin    | Finalização (mata-leão)               | UFC Fight Night: Smith vs. Rakić             | 29/08/2020 | 2     | 1:33  | Las Vegas, Nevada             | Volta ao Peso Palha.   |
| Derrota | 10-6   | Mariya Agapova    | Finalização (mata-leão)               | UFC Fight Night: Eye vs. Calvillo            | 13/06/2020 | 1     | 2:42  | Las Vegas, Nevada             | Estreia no Peso Mosca. |
| Derrota | 10-5   | Mackenzie Dern    | Finalização (chave de joelho)         | UFC on ESPN: Woodley vs. Burns               | 30/05/2020 | 1     | 2:36  | Las Vegas, Nevada             |                        |
| Derrota | 10-4   | Angela Hill       | Nocaute Técnico (cotoveladas e socos) | UFC Fight Night: Blaydes vs. dos Santos      | 25/01/2020 | 2     | 4:26  | Raleigh, Carolina do Norte    |                        |
| Vitória | 10-3   | Jodie Esquibel    | Decisão (unânime)                     | UFC 241: Cormier vs. Miocic 2                | 17/08/2019 | 3     | 5:00  | Anaheim, California           |                        |
| Vitória | 9-3    | Polyana Viana     | Decisão (dividida)                    | UFC 235: Jones vs. Smith                     | 02/03/2019 | 3     | 5:00  | Las Vegas, Nevada             |                        |
| Derrota | 8-3    | Maycee Barber     | Nocaute Técnico (cotoveladas e socos) | UFC Fight Night: Korean Zombie vs. Rodríguez | 10/11/2018 | 2     | 2:01  | Denver, Colorado              |                        |
| Vitória | 8-2    | Kali Robbins      | Nocaute Técnico (socos)               | Next Level Fight Club 9                      | 22/09/2018 | 1     | 4:50  | Greenville, Carolina do Norte |                        |
| Vitória | 7-2    | Celine Haga       | Nocaute Técnico (socos)               | Jackson-Wink Fight Night 3                   | 02/06/2018 | 1     | 1:16  | Albuquerque, New Mexico       |                        |
| Vitória | 6-2    | Thais Souza       | Decisão (unânime)                     | Titan FC 47                                  | 15/12/2017 | 3     | 5:00  | Fort Lauderdale, Florida      |                        |
| Vitória | 5-2    | Andrea Soraluz    | Nocaute Técnico (socos)               | Titan FC 46                                  | 17/11/2017 | 2     | 0:58  | Pembroke Pines, [Florida]]    |                        |
| Vitória | 4-2    | Nicole Smith      | Nocaute Técnico (socos)               | Next Level Fight Club 8                      | 16/09/2017 | 1     | 1:05  | Raleigh, Carolina do Norte    |                        |
| Derrota | 3-2    | Gillian Robertson | Finalização (mata-leão)               | Next Level Fight Club 7                      | 17/04/2017 | 2     | 4:12  | Raleigh, Carolina do Norte    |                        |
| Vitória | 3-1    | Ronni Nanney      | Decisão (unânime)                     | Fight Lab 52                                 | 10/12/2015 | 3     | 5:00  | Charlotte, Carolina do Norte  |                        |
| Vitória | 2-1    | Miki Rogers       | Decisão (unânime)                     | Fight Lab 50                                 | 19/09/2015 | 3     | 5:00  | Philadelphia, Pennsylvania    | Volta ao Peso Palha.   |
| Vitória | 1-1    | Rachel Sazoff     | Nocaute Técnico (socos)               | Dead Serious MMA / XCC: Defiant              | 09/05/2014 | 1     | 1:12  | Greensboro, Carolina do Norte | Estreia no Peso Atómo. |
| Derrota | 0-1    | Heather Jo Clark  | Decisão (unânime)                     | XFC 26: Night of Champions                   | 18/10/2013 | 3     | 5:00  | Nashville, Tennessee          | Estreia no Peso Palha. |